# Leucania obsoletior
Leucania obsoletior är en fjärilsart som beskrevs av Arnold Spuler 1906. Leucania obsoletior ingår i släktet Leucania och familjen nattflyn. Inga underarter finns listade i Catalogue of Life.